# Circonscription de Dega Damot
La circonscription de Dega Damot est une des 135 circonscriptions législatives de l'État fédéré Amhara, elle se situe dans la Zone Ouest Godjam. Sa représentante actuelle est Emebet Zeleqe.